# Eubelodon morrilli
Eubelodon morrilli és una espècie extinta de mamífer proboscidi de la família dels gomfotèrids que visqué a Nord-amèrica durant el Miocè, fa entre 9,4 i 16,3 milions d'anys. Se n'han trobat restes fòssils a Dakota del Sud i Nebraska (Estats Units). Es tracta de l'única espècie del gènere Eubelodon. Juntament amb Gnathabelodon i Choerolophodon, és un dels únics proboscidis que perderen els ullals inferiors malgrat conservar un maxil·lar inferior llarg.  El nom genèric Eubelodon, que significa ‘dent de fletxa vertadera’, fou triat per analogia amb els de Dibelodon i Tetrabelodon.